# Чуроз-Гора
Чуроз-Гора — деревня в Холмогорском районе Архангельской области.

## География
Находится в центральной части Архангельской области на расстоянии приблизительно 125 км на юг по прямой от административного центра района села Холмогоры на правом берегу реки Мехреньга.

## История
Упоминалась в 1707 году как поселение с 8 дворами. В 1859 году здесь (тогда село Средьмехренское Холмогорского уезда Архангельской губернии) было учтено 15 дворов. В 1939 году отмечалась в составе Среднемехреньгского сельсовета Емецкого района. До 2015 года входила в Селецкое сельское поселение, с 2015 по 2022 в Емецкое сельское поселение до его упразднения. Ранее здесь была и церковь.

## Население
Численность населения: 72 человека (1859 год), 6 (русские 100 %) в 2002 году, 0 в 2010.